# Acanthoxia brevipenne
Acanthoxia brevipenne är en insektsart som beskrevs av Grunshaw 1996. Acanthoxia brevipenne ingår i släktet Acanthoxia och familjen gräshoppor. Inga underarter finns listade i Catalogue of Life.